# Abdoulaye Sané
Abdoulaye Sané (ur. 15 października 1992 w Diouloulou) – senegalski piłkarz grający na pozycji napastnika, zawodnik FC Sochaux-Montbéliard. Były reprezentant reprezentacji Senegalu.

## Życiorys

### Kariera klubowa
Od 2009 szkolił się w senegalskiej szkółce piłkarskiej AS Douanes. W 2010 zadebiutował w drużynie zawodowej AS Douanes na szczeblu I ligi. W pierwszym sezonie wystąpił w 2 meczach i zdobył 1 gola. W następnym sezonie, zagrał 14 meczów i strzelił 5 goli. 25 lipca 2011 podpisał kontrakt z francuskim klubem Stade Rennais. W sezonie 2013/2014 był wypożyczony do Stade Lavallois. W latach 2016–2018 był zawodnikiem w Red Star FC.
1 lipca 2018 podpisał kontrakt z francuskim klubem FC Sochaux-Montbéliard.

### Kariera reprezentacyjna
Był reprezentantem Senegalu w kategorii wiekowej U-23.
W seniorskiej reprezentacji Senegalu zadebiutował 5 lutego 2013 na stadionie Stade Léopold-Sédar-Senghor (Dakar, Senegal) w meczu towarzyskim przeciwko reprezentacji Gwinei.

## Statystyki

### Klubowe
Stan na 1 lutego 2020
| Sezon   | Klub                   | Kraj    | Rozgrywki                       | Mecze | Bramki | Rozgrywki kontynentalne | Mecze | Bramki |
| ------- | ---------------------- | ------- | ------------------------------- | ----- | ------ | ----------------------- | ----- | ------ |
| 2010    | AS Douanes             | Senegal | Championnat National du Sénégal | 2     | 1      | –                       | –     | –      |
| 2010/11 | AS Douanes             | Senegal | Championnat National du Sénégal | 14    | 5      | –                       | –     | –      |
| 2011/12 | Stade Rennais          | Francja | Ligue 1                         | 0     | 0      | –                       | –     | –      |
| 2012/13 | Stade Rennais          | Francja | Ligue 1                         | 15    | 0      | –                       | –     | –      |
| 2012/13 | Stade Rennais FC B     | Francja | CFA                             | 9     | 3      | –                       | –     | –      |
| 2014/15 | Stade Rennais FC B     | Francja | CFA                             | 4     | 2      | –                       | –     | –      |
| 2015/16 | Stade Rennais FC B     | Francja | CFA                             | 21    | 15     | –                       | –     | –      |
| 2013/14 | Stade Lavallois        | Francja | Ligue 2                         | 4     | 0      | –                       | –     | –      |
| 2013/14 | Stade Lavallois B      | Francja | CFA 2                           | 5     | 0      | –                       | –     | –      |
| 2016/17 | Red Star FC            | Francja | Ligue 2                         | 34    | 4      | –                       | –     | –      |
| 2017/18 | Red Star FC            | Francja | Championnat National            | 29    | 13     | –                       | –     | –      |
| 2018/19 | FC Sochaux-Montbéliard | Francja | Ligue 2                         | 33    | 4      | –                       | –     | –      |
| 2019/20 | FC Sochaux-Montbéliard | Francja | Ligue 2                         | 19    | 7      | –                       | –     | –      |

## Sukcesy

### Klubowe
Stade Rennais
- Zdobywca drugiego miejsca w Pucharze Ligi Francuskiej: 2012/2013

Red Star FC
- Zwycięzca Championnat National: 2017/2018